# House of Leaves
House of Leaves är en roman av den amerikanska författaren Mark Z. Danielewski, utgiven av Pantheon Books den 7 mars 2000, varefter den hastigt blev en bästsäljare. Den följdes av en kompanjonsbok, The Whalestoe Letters, samma år. Romanen har sedan dess översatts till ett flertal språk.
Formatet och strukturen på romanen är okonventionella, med varierande sidolayout genom boken - vissa sidor innehåller kopiösa mängder text, ibland bakvänd eller upp-och-ned, och andra innehåller bara ett fåtal eller ett ord. Textens form är konstruerad för att reflektera berättelsen, genom att exempelvis efterlikna en trappa, eller för att bygga upp känslor som agorafobi och klaustrofobi. Boken innehåller även över fyrahundra fotnoter, varav många själva har fotnoter, och vissa gör referenser till böcker som inte existerar.
Medan vissa beskrivit boken som en skräckberättelse, har många läsare samt författaren definierat den som en kärleksroman. Danielewski sade i en intervju: "En kvinna kom fram till mig i en bokaffär och sade, 'Vet du, alla sade åt mig att det var en skräckbok, men när jag läst ut den, insåg jag att det var en kärlekshistoria.' Och hon har helt rätt. På vissa sätt är genre ett PR-knep." Andra har beskrivit House of Leaves som en "satir av akademisk kriticism."